# J. Samuel White

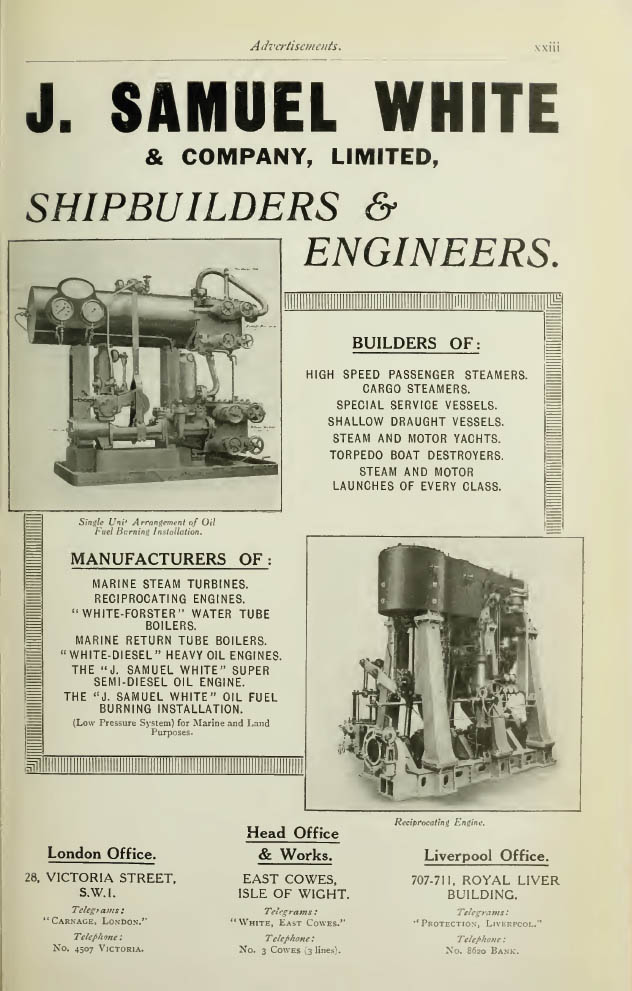
Рекламна листівка компанії Джей Семуєль Вайт з рекламою продукції. 1922

Джей Семуєль Вайт (англ. J. Samuel White) — британська суднобудівна компанія, яка розташовувалася на острові Вайт, в Коуз. Компанія, яка отримала ім'я свого засновника Джона Семуєля Вайта (1838–1915), веде свою історію від заснування в містечку Коуз першої верфі, яка постачала кораблі до Королівського флоту протягом наступних 200 років. Небувалої слави верфі компанії здобули у Вікторіанську епоху. Протягом 20 століття компанія займалася будівництвом військових кораблів для потреб британського флоту та закордонних замовників, а також розробкою та випуском авіаційної продукції.